# 胡為真
胡為真（1947年8月4日—），中華民國政治人物、外交官、南非博士，籍貫浙江宁波镇海（其父早年移居孝豐，故入籍孝豐），生於南京市，為中華民國陸軍一級上將胡宗南之子，母親葉葭翟曾任省立臺北師專校長，前政大外交系友會長，曾任總統府資政、國安會秘書長、駐德國代表、駐新加坡代表、國安局副局長、外交部禮賓司長、政大兼任副教授與生涯導師。

## 家庭背景
父親為中華民國國軍上將胡宗南，母親葉霞翟。2006年9月，《毛澤東：鮮為人知的故事》一書中指稱胡宗南為紅色代理人，胡家提出嚴正抗議；爾後，原本代理台灣版的遠流出版決定暫緩出版，而由開放出版社進口。
胡為真與妻子林惠英皆信奉基督教，育有兩男兩女。次女胡斯華與次子胡斯漢為創作歌手團體「萊特姊弟」成員。

## 主要經歷
- 中華民國北美事務協調委員會國會組組長（駐華府）
- 中華民國駐美國芝加哥臺北經濟文化辦事處處長
- 中華民國駐南非約翰尼斯堡總領事館總領事
- 中華民國外交部禮賓司司長
- 中華民國國家安全局副局長
- 中華民國國家安全會議副秘書長
- 中華民國駐德國特命全權代表
- 中華民國駐新加坡特命全權代表。2007年，曾於駐節期间答詢記者提問時，表示不認同當時中華民國陳水扁政府的「台獨正名運動」政策。
- 中華民國國家安全會議秘書長（2010年2月11日起）

## 台版水門案
當任國安會秘書長時被壹週刊報導介入法務部調查局會議，利用情治調查系統非法蒐集選舉情報，將情治協調會議資料呈報馬英九總統，以國家資源和公務員監控在野黨競選對手，因而被媒體比喻成水門案翻版。調查人員專門鎖定蔡英文進行監控，甚至還必須幫忙分析，「蔡英文拜會的關鍵人物有哪些影響力」、「對選舉有哪些衝擊」，從寄件日期2011年8月2號到文件曝光為止，蔡英文已經被監控至少4個多月了。馬英九則否認情蒐蔡英文，並表示「不知道」蔡英文今天的行程。宋楚瑜的看法是：如果總統知道的話，這是個很嚴重的問題，如果總統不知道、卻有這個事，那是更嚴重的事，到底有沒有這個問題？請馬好好去查一查。

## 著作
- 《疾風勁草：胡宗南與國軍在大陸的最後戰役（1949－1950）》，民國歷史文化學社2020年12月出版，ISBN 978-9869944892